# Tseung Kwan O Sports Ground
Le Tseung Kwan O Sports Ground (en chinois : 將軍澳運動場), est un stade omnisports hongkongais (servant principalement pour le football et l'athlétisme) situé à Tseung Kwan O dans de district de Sai Kung, à Hong Kong.
Le stade, doté de 3 500 places et inauguré en 2009, sert d'enceinte à domicile pour les équipes de football du Eastern AA et du Lee Man FC.

## Histoire
En projet depuis 2002, le stade est officiellement ouvert le 19 mai 2009 pour accueillire les compétitions d'athlétisme aux Jeux de l'Asie de l'Est de 2009.

## Événements
- 2009 : Jeux de Hong Kong (athlétisme)
- 2009 : Jeux de l'Asie de l'Est de 2009 (athlétisme)
- 2011 : Jeux de Hong Kong (athlétisme)

## Transports
Le stade se situe à 10 min à pied de la station de métro Tseung Kwan O sur la Tseung Kwan O Line.

## Galerie

### Construction du stade

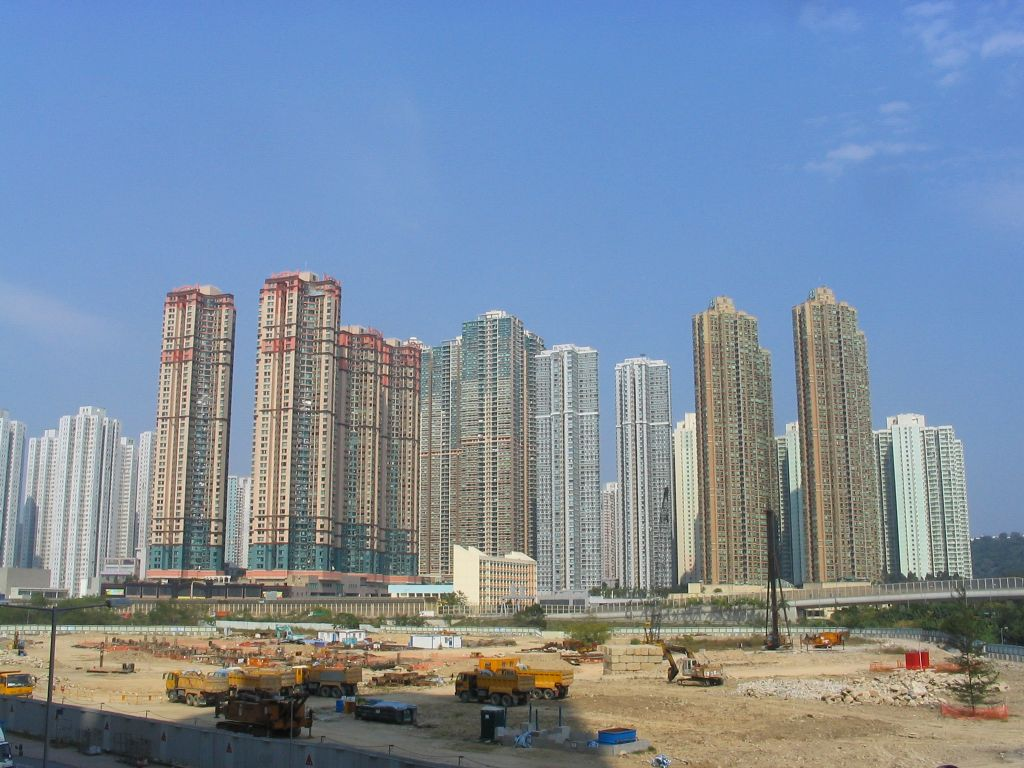
Stade en construction en février 2007
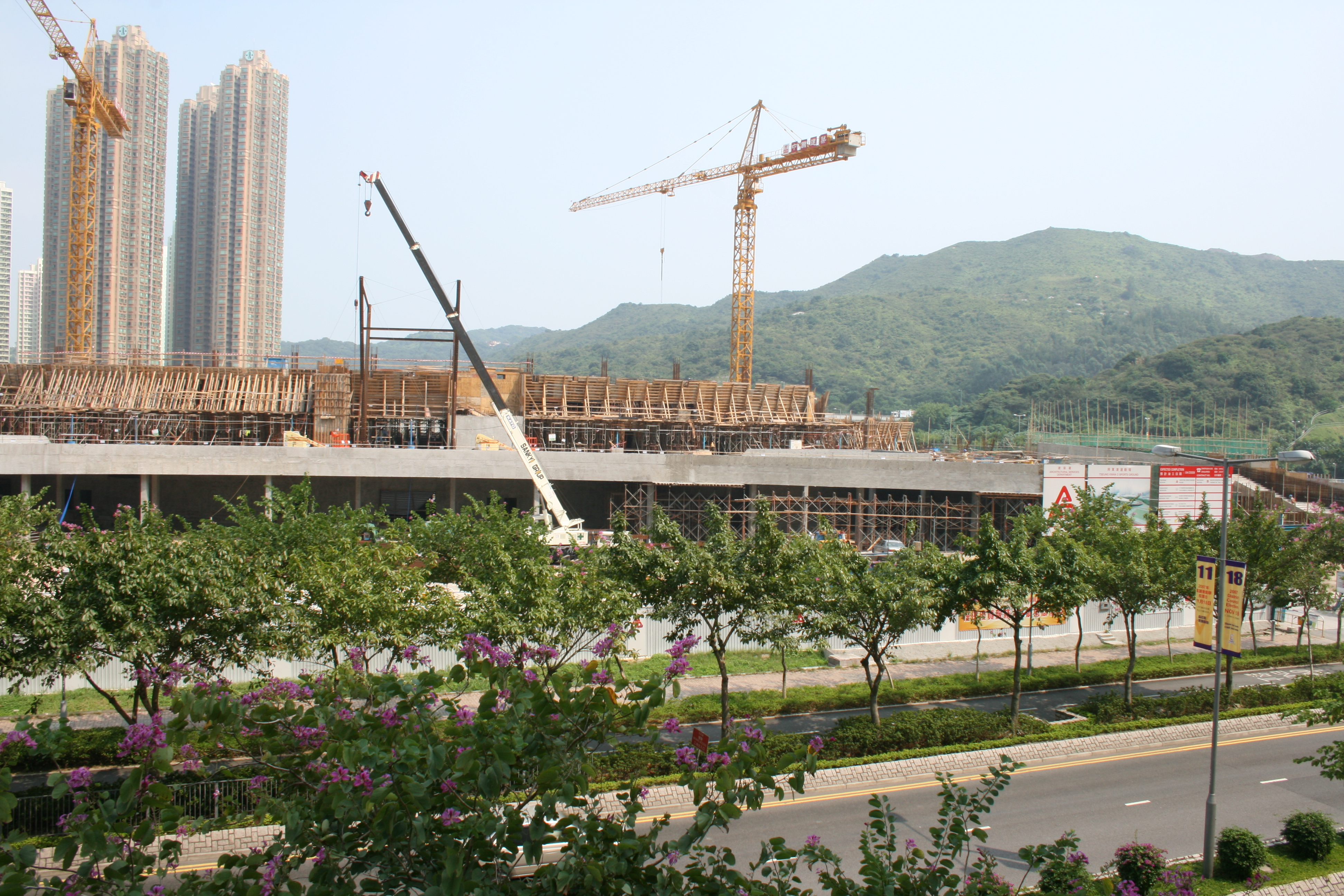
Stade en construction en octobre 2007
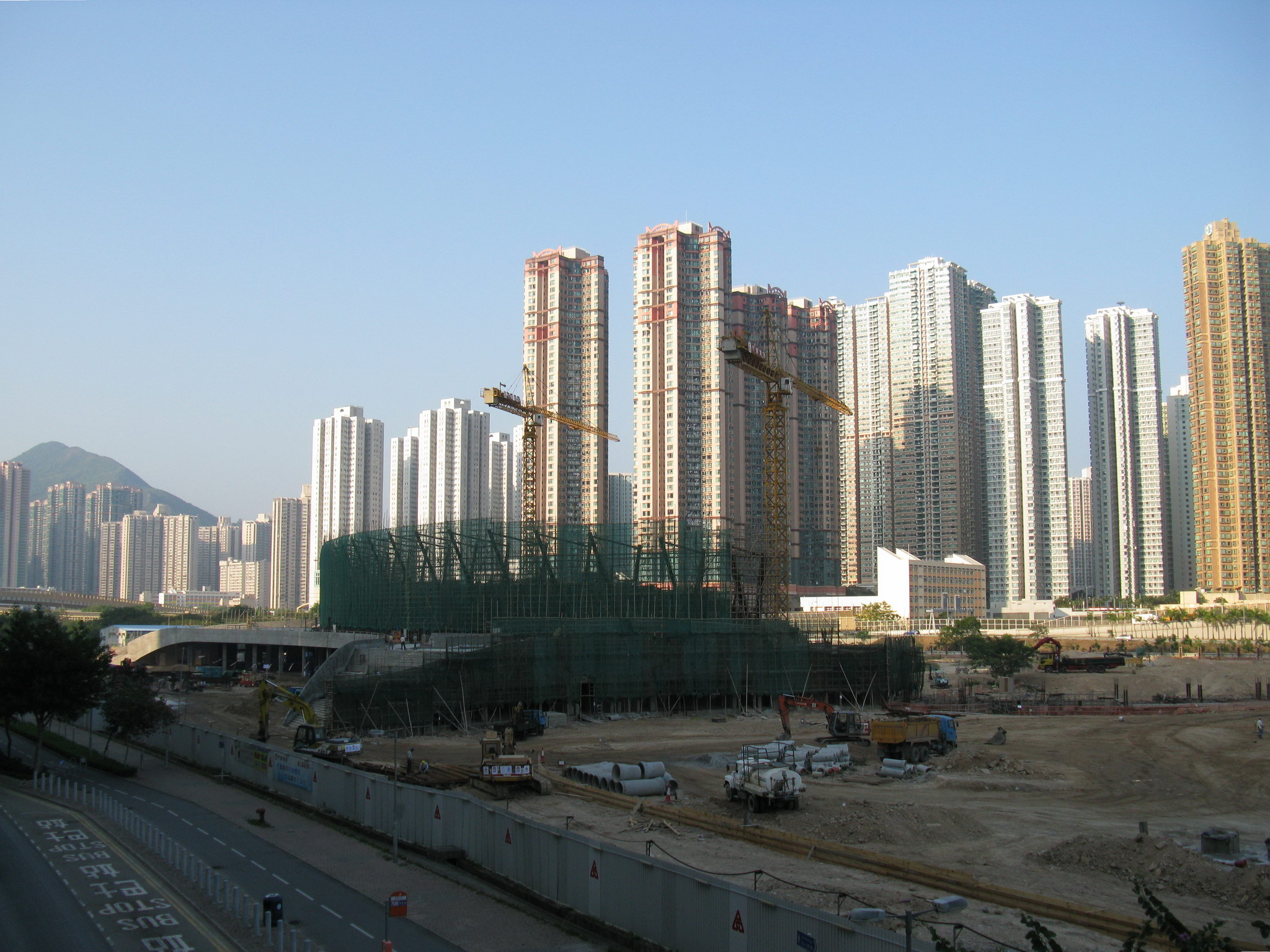
Stade en construction en novembre 2007
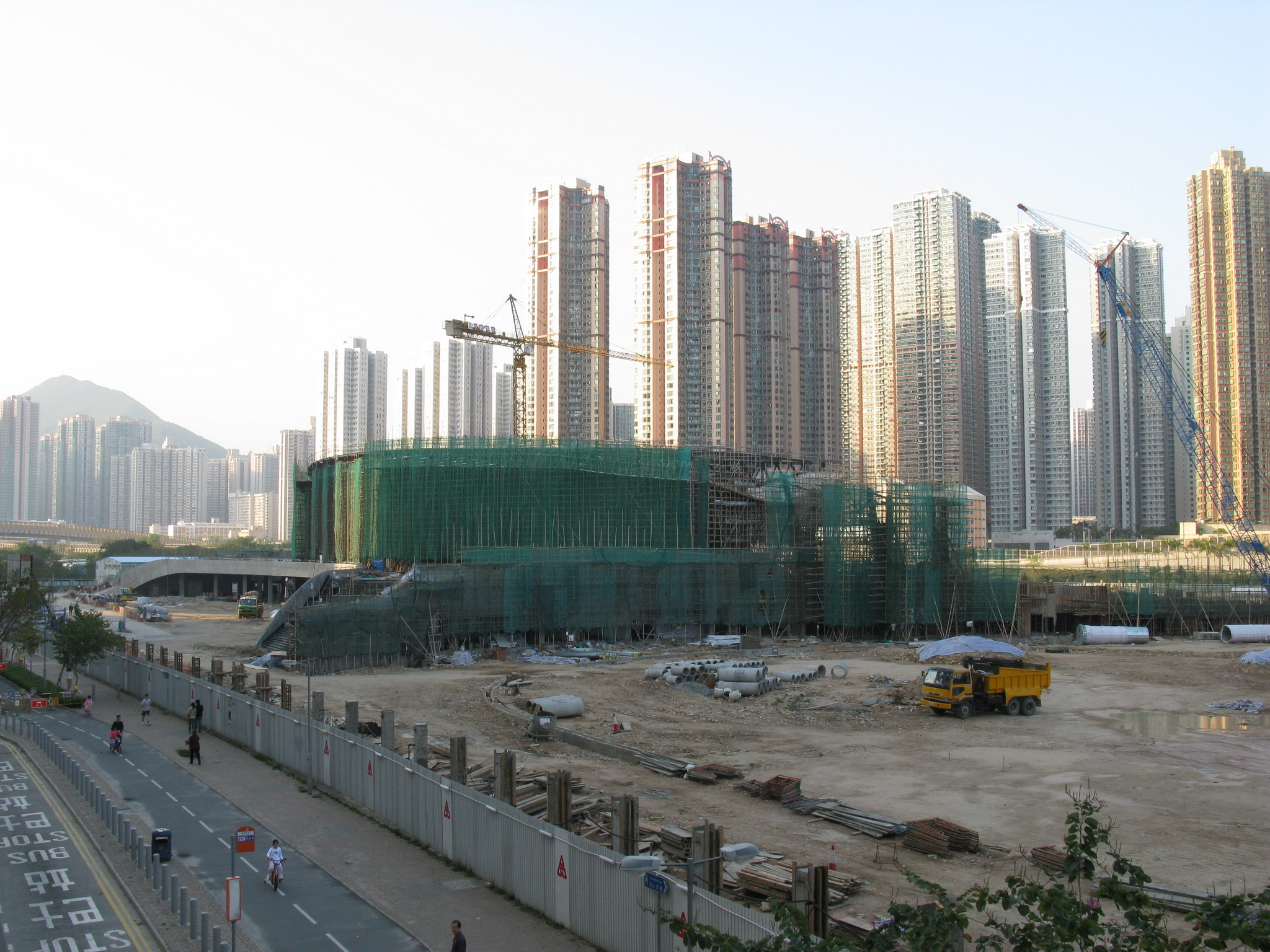
Stade en construction en mars 2008
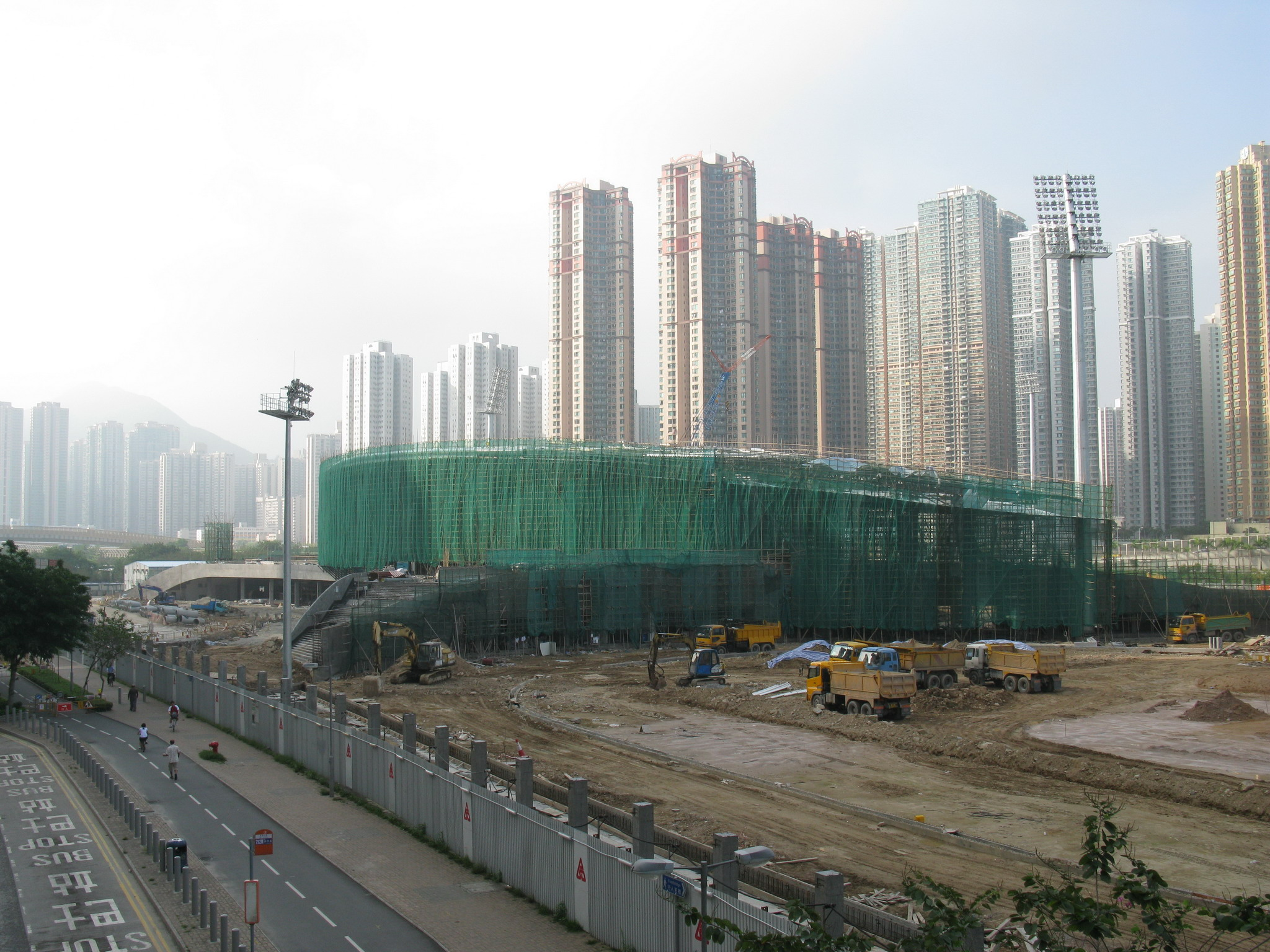
Stade en construction en mai 2008
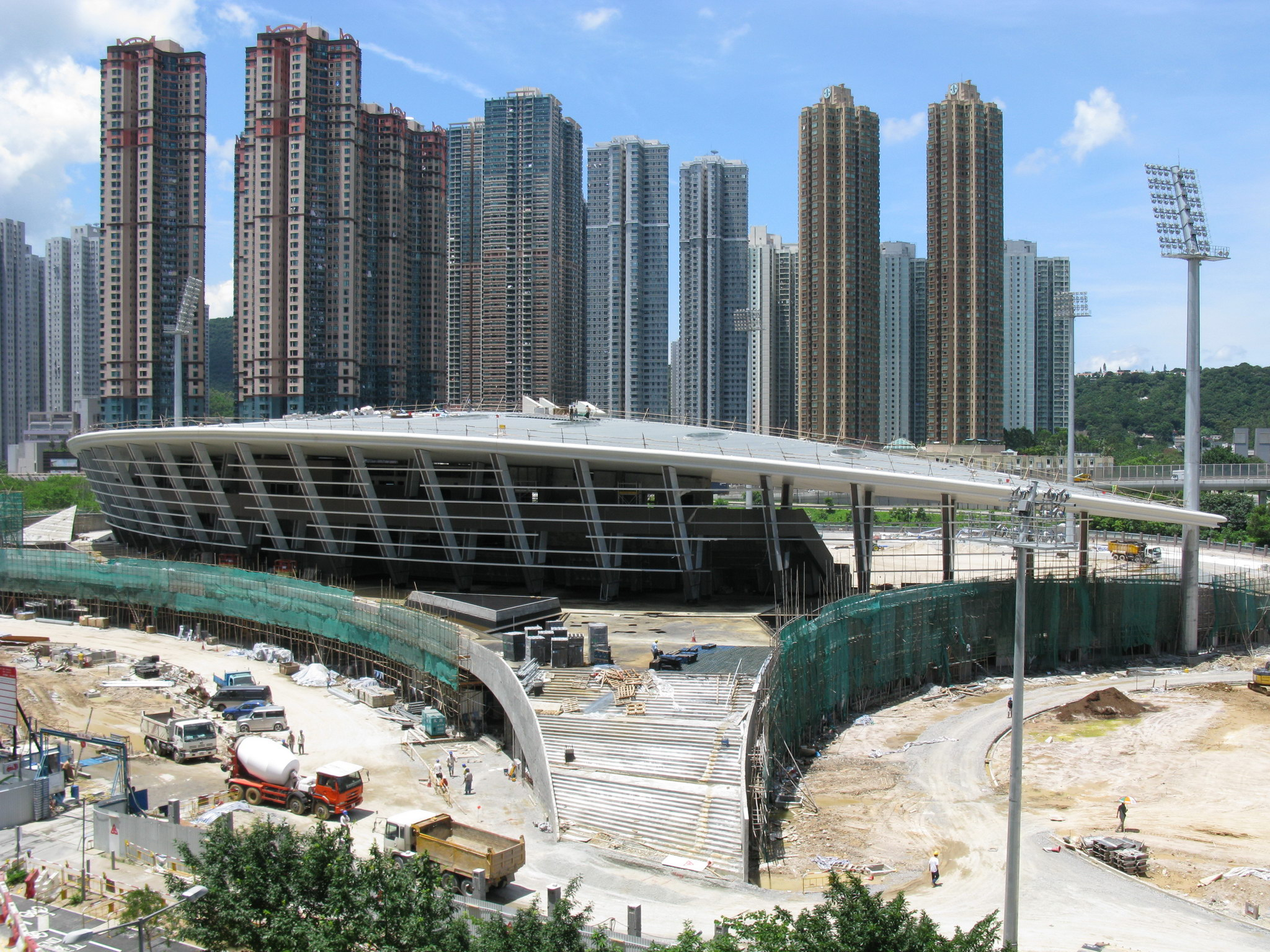
Stade en construction en juillet 2008
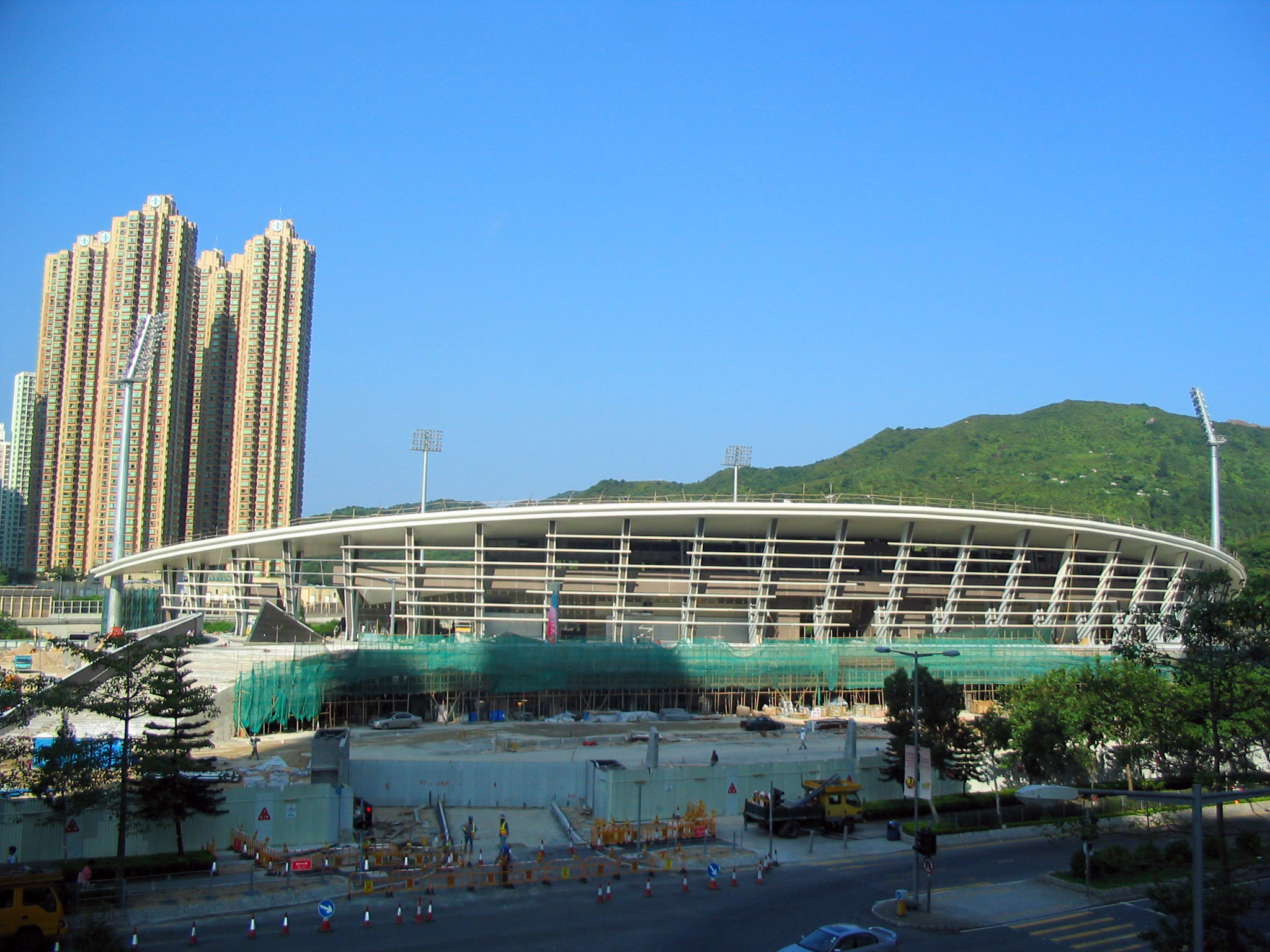
Stade en construction le 17 août 2008
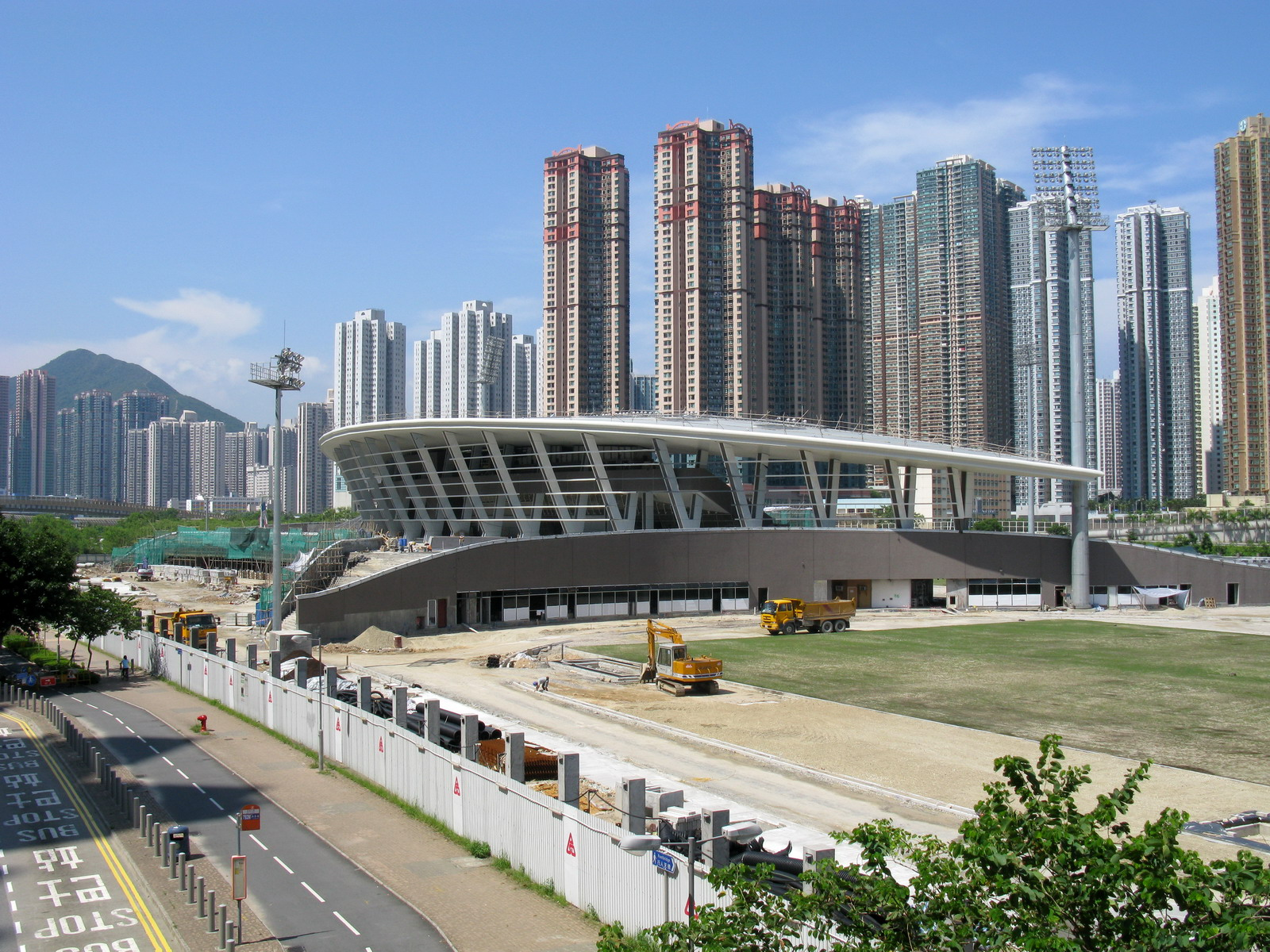
Stade en construction en septembre 2008
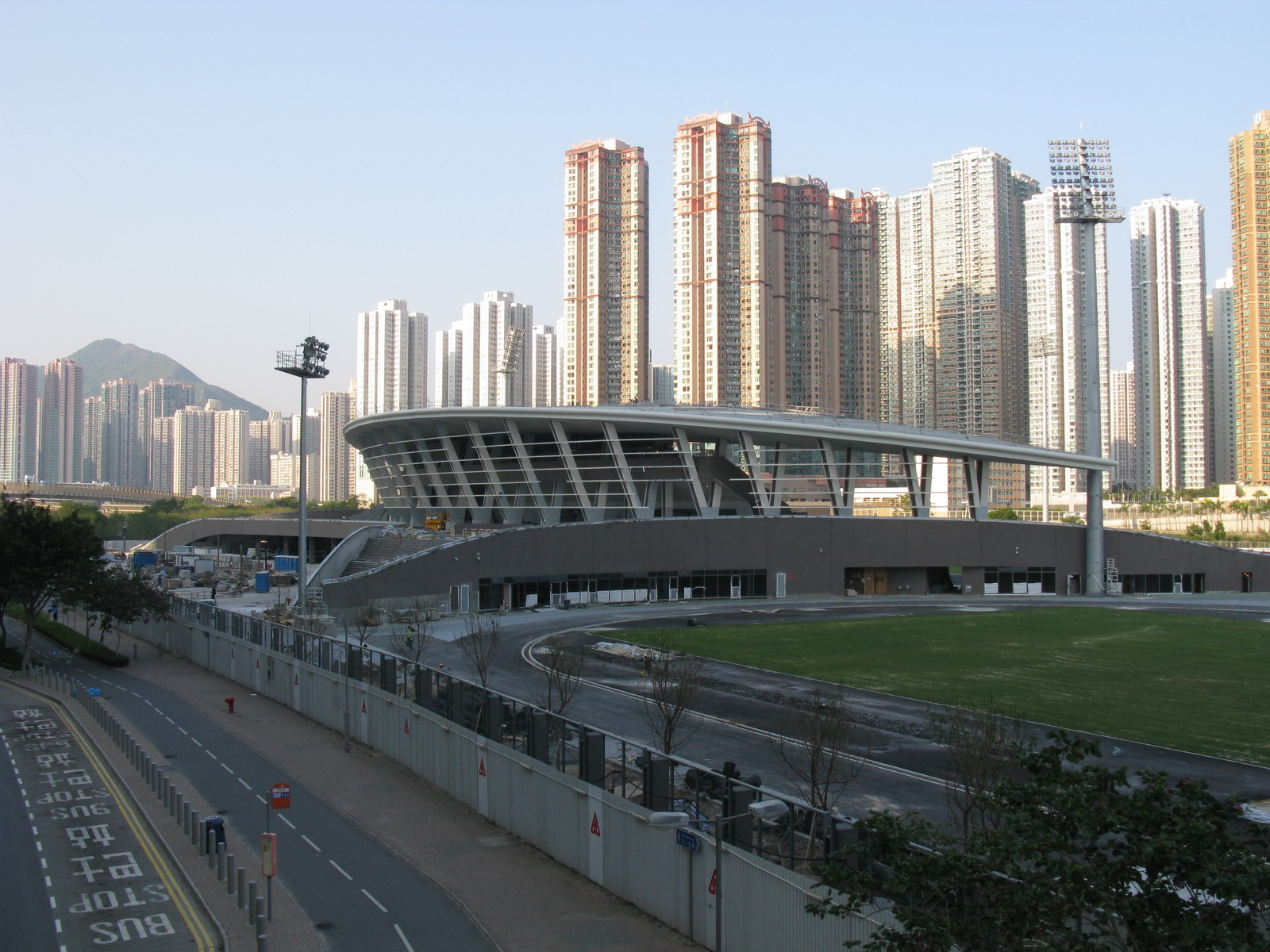
Stade en construction en novembre 2008
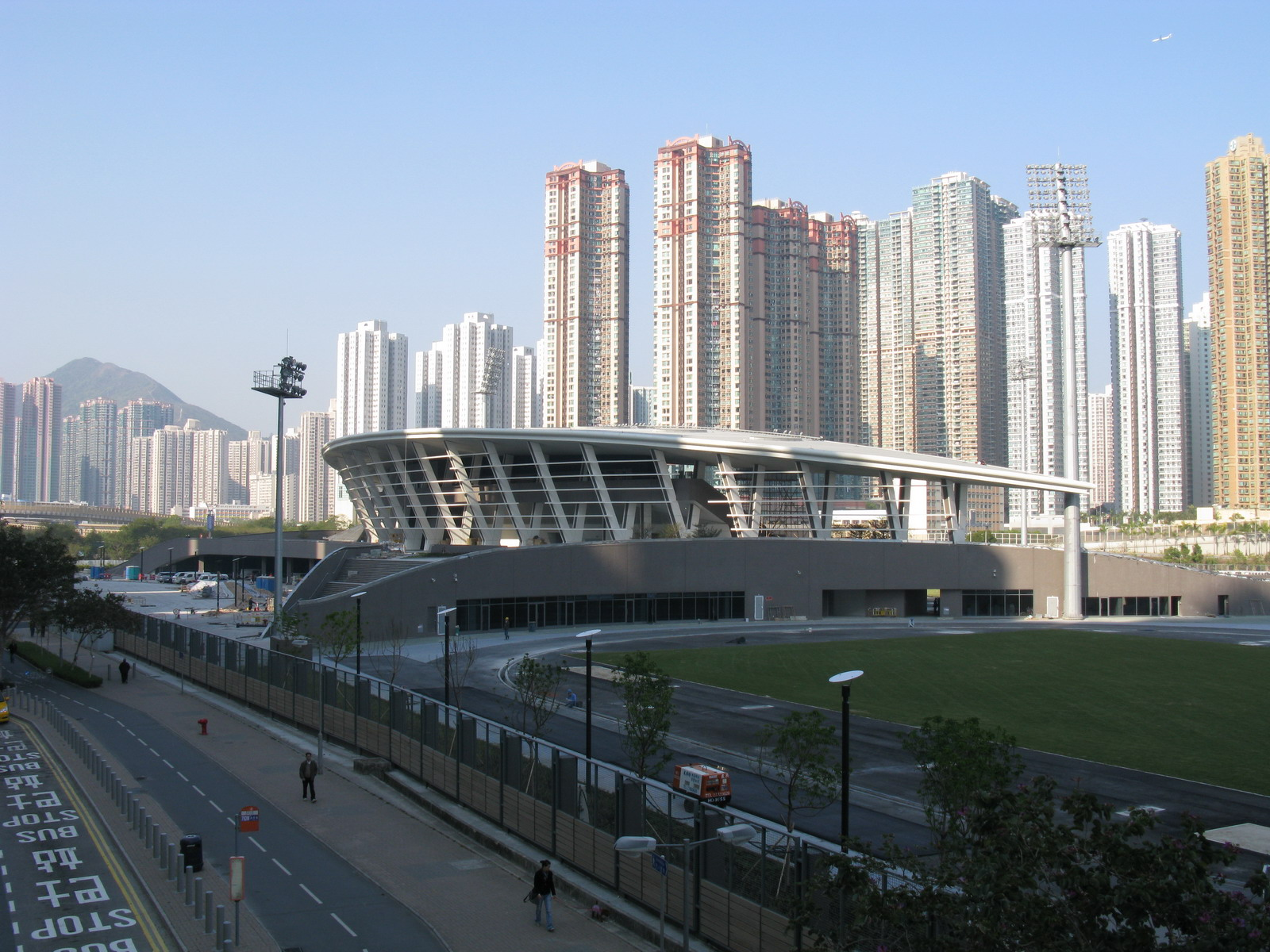
Stade en construction en janvier 2009

### Stade

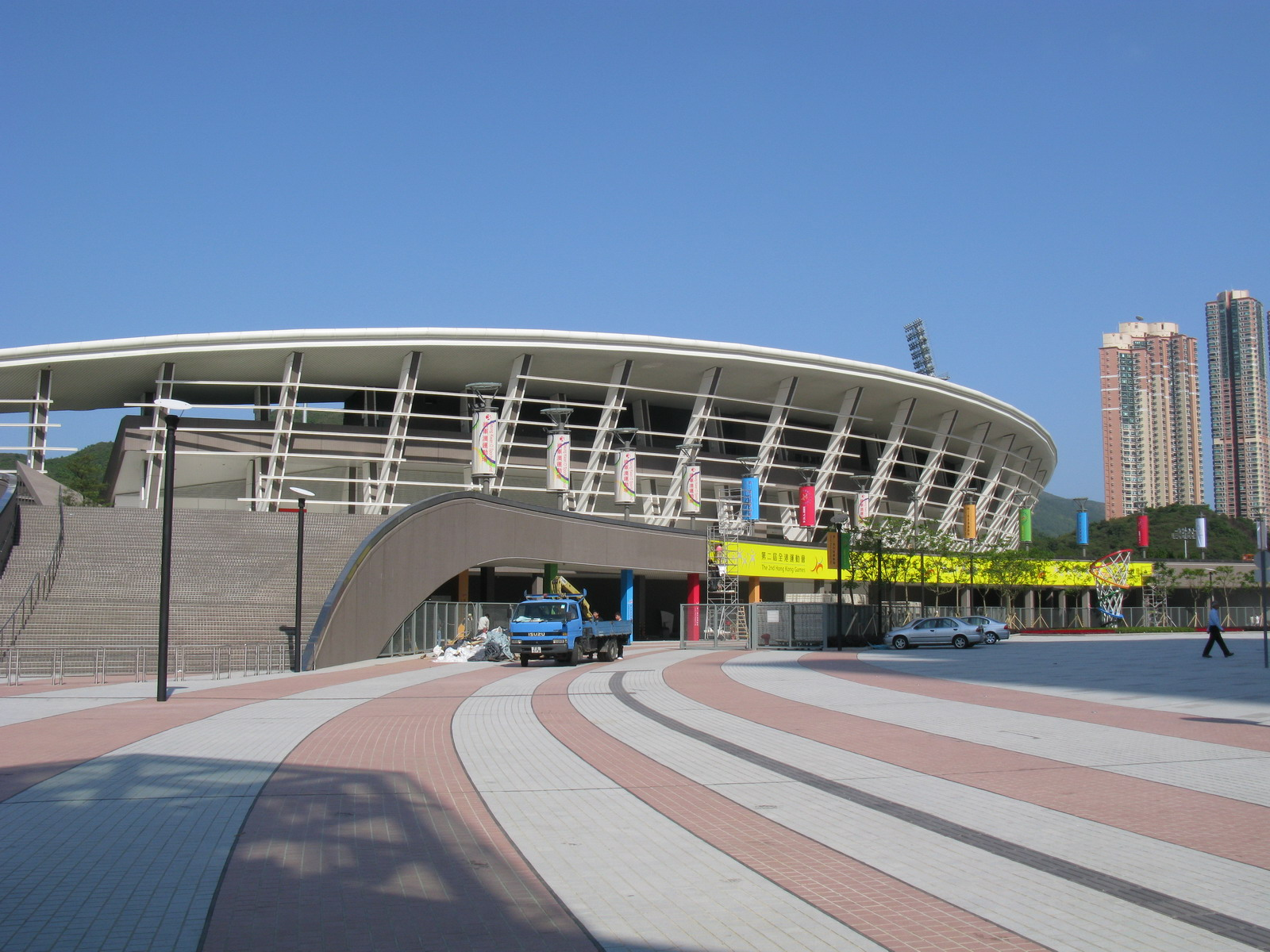
Entrée principale n°1
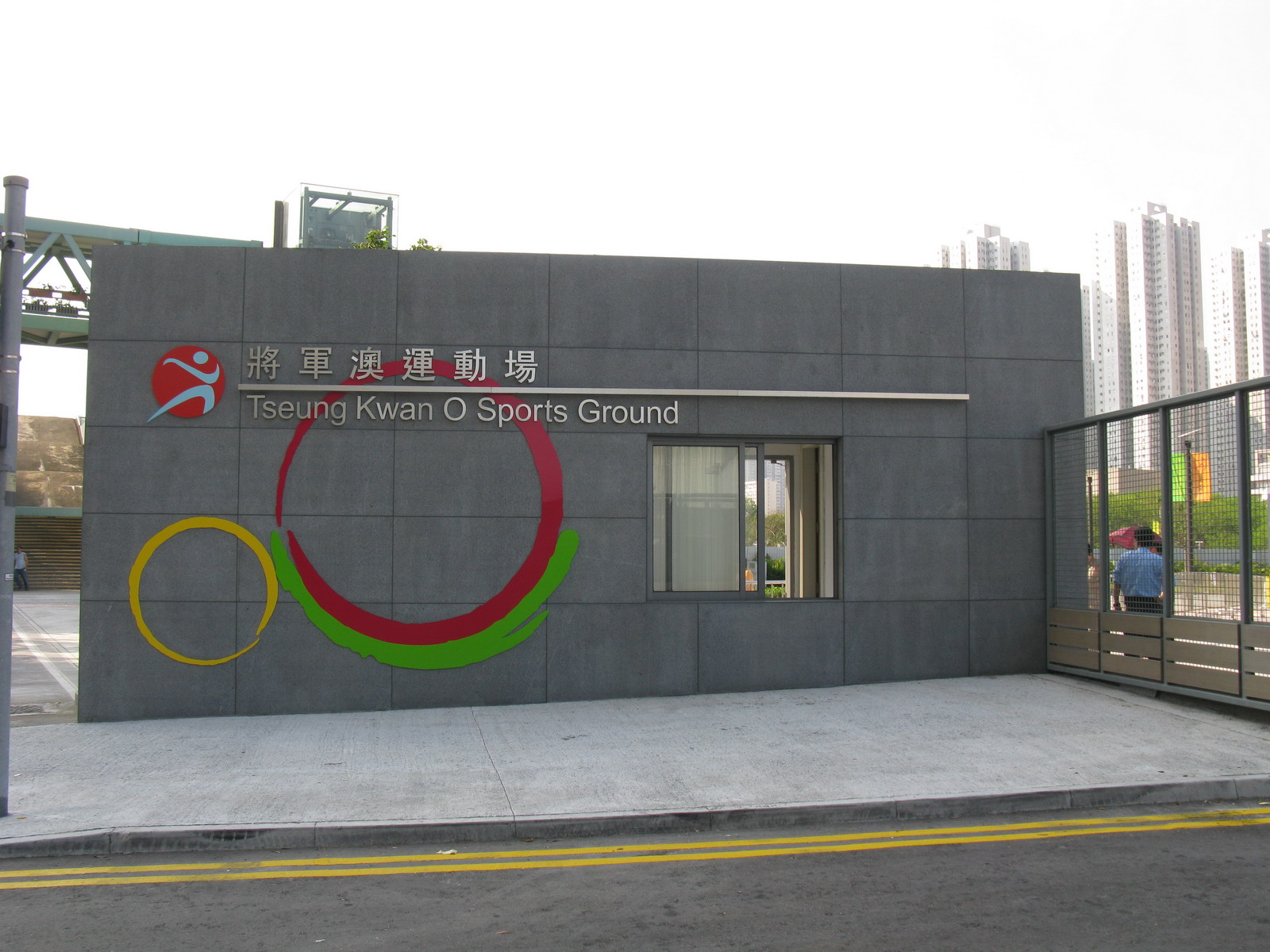
Entrée principale n°2
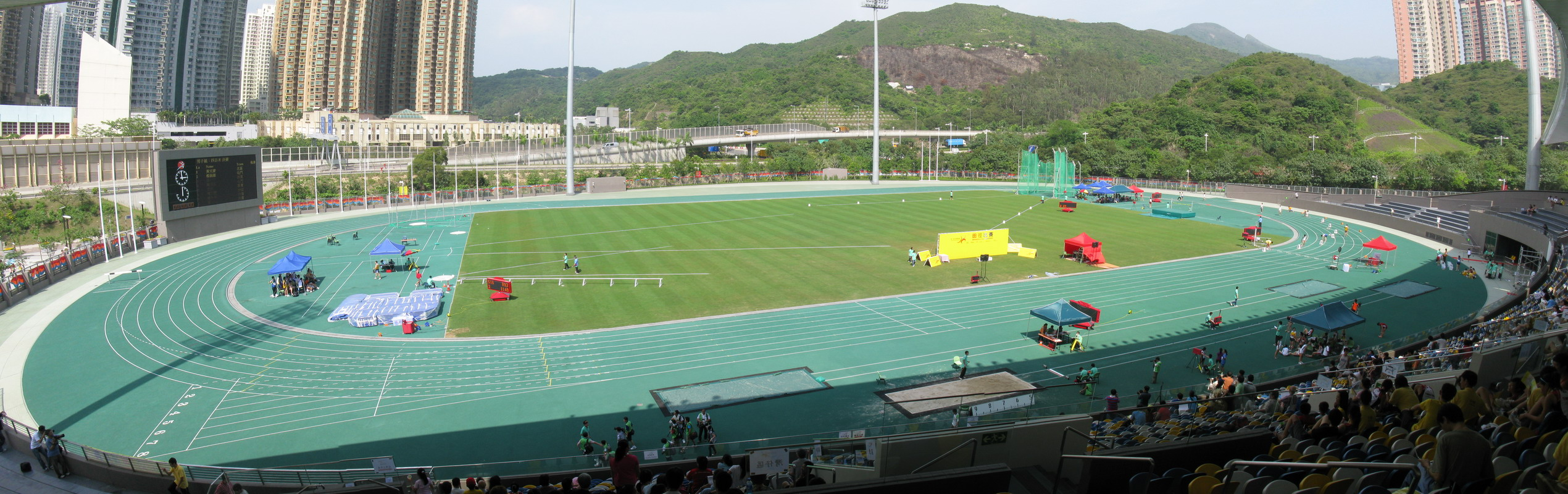
Stade pendant les Jeux de Hong Kong 2009